# Aneura hymenophylloides
Aneura hymenophylloides là một loài rêu trong họ Aneuraceae. Loài này được Schiffner Stephani mô tả khoa học đầu tiên năm 1899.